# Натанієль Грін
Натаніель Грін (7 серпня 1742, Ворвік, Род-Айленд, Британська Америка — 19 червня 1786, Малберрі-Гроуз, округ Чатем, Джорджія, США) — американський полководець Війни за незалежність США, генерал-майор, один з найближчих соратників Джорджа Вашингтона.

## Біографія
Народився у сім'ї купця-квакера. В юності здобув чудову освіту вдома завдяки репетиторам яких йому наймав батько. З дитинства кульгав, але це згодом не завадило йому зробити блискучу військову кар'єру.
У 1770 році переїхав у Ковентрі, штат Род-Айленд, де очолив сімейний ливарний завод. У 1774 році одружився з Катарін Літтлфід яка народила йому сімох дітей. В цей же час займався військовою самоосвітою і зібрав велику бібліотеку по військовій справі і військовій історії.

### Війна за незалежність США
У 1775 році британські колонії в Північній Америці повстали проти британського панування. Для оборони колоністи створили Континентальну армію на чолі з генералом Вашингтоном.
З початком бойових дій Грін формував загони ополчення, однак через кульгавість його в армію не зразу прийняли.
Із травня 1775 року за рішенням легіслатури Грін командував військами штату Род-Айленд. У червні 1775 року Конгрес прийняв Гріна на службу до Континентальної армії і присвоїв йому військове звання бригадного генерала.
Із липня 1775 року Грін разом із своїми військами служив під командуванням генерала Вашингтона і на чолі бригади брав участь у облозі Бостона. Після визволення Бостона від британців Грін був першим його військовим комендантом. Восени 1776 року брав участь у боях під Нью-Йорком і був розбитий у битві за Форт-Вашингтон. Пізніше Грін брав участь у битвах під Прістоном, Трентоном і Джермантауном в яких він проявив себе як успішний і талановитий воєначальник. 

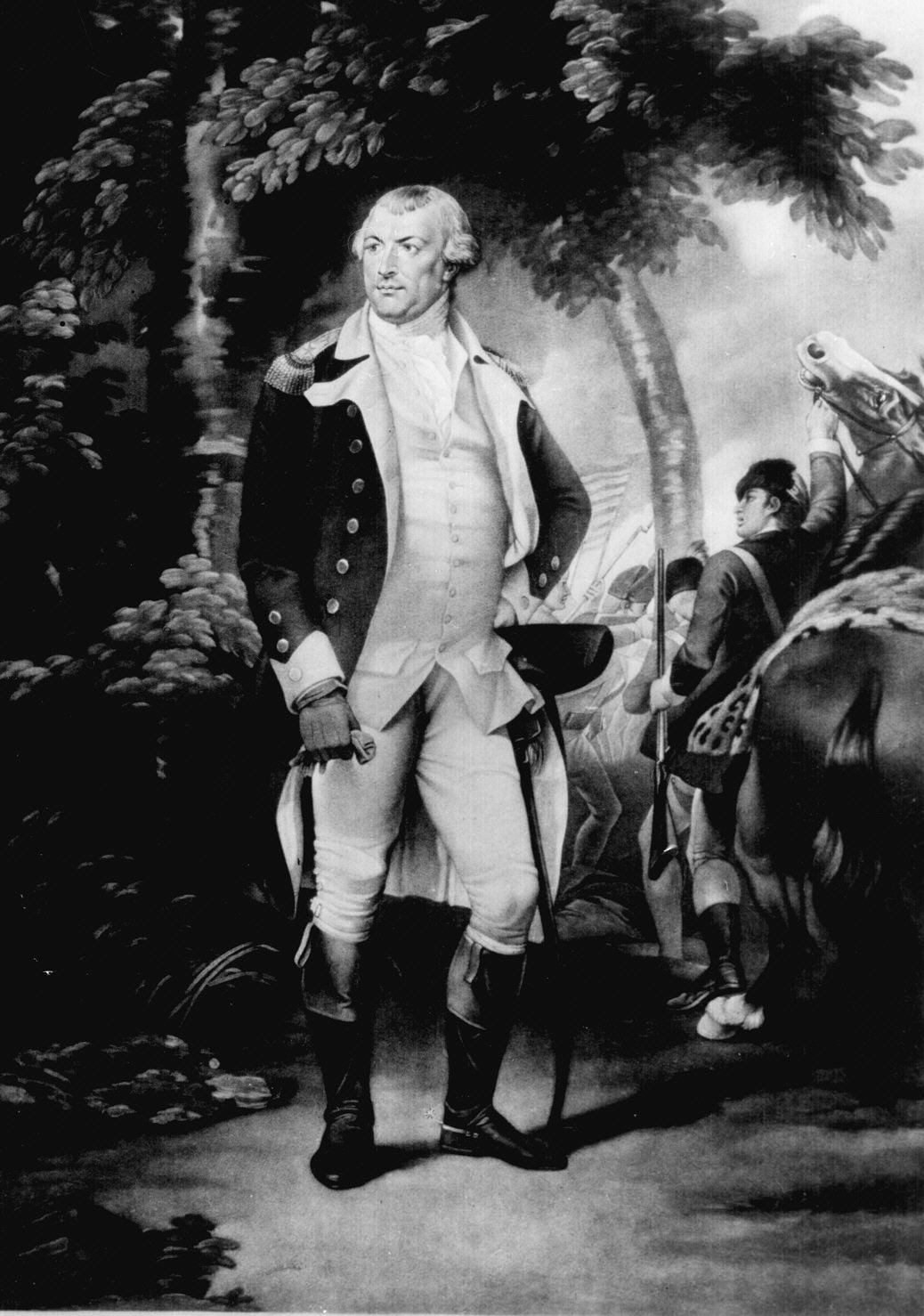
Натанієль Грін під час битви під Йорктауном

Із 1778 року — генерал-квартирмейстер Континентальної армії, відповідав за закупівлю постачання для армії. У 1779—1780 роках брав участь у боях на півночі США.
Улітку і восени 1780 року британські війська розгромили американські війська генералів Бенджаміна Лінкольна та Гораціо Гейтса на півдні і захопили майже всі південні штати. Тому в жовтні 1780 року Вашингтон призначив Гріна командувачем військ на півдні США.
Грін вирушив у Північну Кароліну і реорганізував свою армію. Бачачи перевагу британської армії Корнуолісса він вирішив вести кампанію партизанськими діями, виснажувати британців атаками по їхніх комунікаціях і тилах і уникати генерального бою. Хоча британці і завдали Гріну поразок у битвах біля Гілфордського суду (15 березня 1781) та біля пагорба Хобрікс-Хілл (25 квітня 1781) перемога далася їм ціною великих втрат а Грін зміг зберегти боєздатність армії. Восени 1781 року Грін брав участь у облозі британців у Йорктауні, яка закінчилася капітуляцією Корнуолісса.
У 1782—1783 роках Грін командував військами в боротьбі проти загонів вцілілих лоялістів.

### Після війни
У 1783 році Грін вийшов у відставку і переїхав до свого маєтку, де й помер від сонячного удару 19 червня 1786 року. Похований у Саванні.

## Пам'ять
Генерал Грін — популярна постать американської історії. Пам'ятники Гріну стоять у Філадельфії, Вашингтоні, Грінсбурзі, Саванні та інших містах. На честь Гріна названо багато американських міст: Грінсборо (Північна Кароліна); Грінсборо (Джорджія); Грінсбург (Пенсильванія) та інші.